# Lajos Simicska
Dans le nom hongrois Simicska Lajos, le nom de famille précède le prénom, mais cet article utilise l’ordre habituel en français Lajos Simicska, où le prénom précède le nom.
Lajos Simicska, né le 28 janvier 1960 à Székesfehérvár est un homme d'affaires hongrois, connu comme la onzième fortune du pays. 
Autrefois trésorier du Fidesz-Union civique hongroise et proche de Viktor Orbán,, il est désormais un des principaux soutiens du Jobbik. Son influence politique s'exerce à travers les nombreux médias qu'il détient, à l'instar du grand quotidien conservateur Magyar Nemzet, de l'hebdomadaire Heti Válasz, de la chaîne de télévision Hír TV, du portail Internet Index.hu ou encore de la station Lánchíd Rádió. Lajos Simicska est également à la tête de puissants empires dans le secteur de la construction et de la publicité.